# Brostrup Jacobsen von Schört
Brostrup Jacobsen von Schört (* 1622 in Kopenhagen; † 25. März 1703 in Kassel) war kurbrandenburger Generalwachtmeister und Kommandeur der Artillerie, dänischer und hessen-kasselscher Generalleutnant sowie Kommandant von Kassel. Er wurde bereits 1652 als Nr. 593 der Geflissene in die Fruchtbringende Gesellschaft aufgenommen.
Er soll der Sohn des Bürgermeisters von Christianshavn Jacob Hansen Dreier Schört gewesen sein.

## Leben
Er ging 1635 zunächst in holländische Dienste und wechselte 1640 in dänische. Dort wurde er 1644 Kapitänlieutenant im Regiment Buchwaldt zu Fuß. Während des Krieges gegen Schweden 1643/1645 nahm er am Gefecht auf der Kolberge Heide teil. Er wechselte in hessen-kasselsche Dienste und wurde am 16. April 1645 Kapitän im Regiment Ahlefeld. In der Endphase des Dreißigjährigen Krieges nahm er entscheidend an der Einnahme des Schlosses Friedewald teil. Nach dem Krieg 1649 kam er dann in den Hofdienst des Landgrafen Wilhelm VI. von Hessen-Kassel. 1651 ernannte ihn der Landgraf zum Kommandanten von Kassel. Im Jahr 1652 wurde er Hauptmann und Chef der 2. Schloßkompanie, 1657 wurde er zum Oberstwachtmeister befördert. Dann 1662 wurde er Oberstleutnant und Vorsteher des Zeughauses in Kassel, dort erwarb er sich große Verdienste um den Aufbau der Artillerie. Er übernahm die Leitung des Baues des Winterkastens (Oktogon auf der Wilhelmhöh). Am 29. Oktober 1662 führte er als Oberstleutnant und Kommandant von Kassel den Leichenzug des Landgrafen Wilhelm VI. mit vier Kompanien an. Nach dem Tod des Fürsten nahm er im Frühjahr 1664 Abschied aus hessen-kasselschen Diensten.
Er ging am 1. August 1664 in kurbrandenburger Dienste. Dort wurde er Oberst und Kommandeur der gesamten kurbrandenburgischen Artillerie, er erhielt 600 Reichstaler Traktament dazu drei Wispel Roggen und Futter für vier Pferde. Am 20. April 1644 errichtete er eine Garnisonskompanie in Peitz. Am 20. Juni 1672 wurde er dann zum Kommandanten von Peitz ernannt. Am 1. August 1675 wurde er Generalwachtmeister der Infanterie mit 500 Talern Gehalt, dazu 1. Chef der Artillerie, damals ca. 300 Mann stark. Im Jahr 1677 erhielt er seine Entlassung und wechselte in dänische Dienste.
In Dänemark wurde er Oberberghauptmann, Generalmajor und Inspekteur der Artillerie in Norwegen zugleich Kommandant der Festung Akershus bei Christiania. Am 14. Januar 1682 wurde er auch Mitglied der Regierungskommission. Im Jahr darauf am 13. März 1683 wurde er Gouverneur von Fünen sowie der Artillerie der Festungen auf Jütland, am 23. September 1683 erhielt er für seine Verdienste den Danebrog-Orden. Am 26. April 1684 wurde er zum Generalleutnant befördert. In Norwegen machte er sich einen Namen als Konstrukteur von Geschützen. Dennoch nahm er am 8. Mai 1686 seinen Abschied aus dänischen Diensten.
Er ging wieder in hessen-kasselsche Dienste. Dort wurde er am 3. April 1689 im Chef der gesamten Artillerie ernannt, dazu wurde er Generalleutnant und Kommandant von Kassel. Er starb am 25. März 1703 in Kassel. Sein Grabstein ist erhalten.

### Sonstiges
Schört ist vermutlich auch der Erfinder der Kreiselpumpe. Bereits 1667 berichtet Monconys, dass ihm Schört eine derartige Pumpe gezeigt und beschrieben habe.

## Familie
Er heiratete Anna Christiane Fabrizius (1628–1698), das Paar hatte mehrere Kinder, darunter:
- Johann Heinrich (1660–1720),[5] hessen-kasselscher Oberst der Artillerie, später Direktor des Kupferwerkes in Ardal
- Anna[6]
- Emilie[6]